# Нагляд (фільм)
«Нагляд» — кінофільм режисера Джей Ананія, що вийшов на екрани в 2012 році.

## Зміст
Історія театрального драматурга, в ході створення свого чергового твору усвідомлює, що в її голові коїться щось недобре. Героїні належить з'ясувати, що це — пошкодження розуму, викликаного муками творчості, або чийсь злий намір. Хоча зробити це їй буде непросто, нічні кошмари і видіння роблять творчий процес нестерпним.

## Ролі
| Актор            | Роль |
| ---------------- | ---- |
| Вайнона Райдер   | -    |
| Джеймс Франко    | -    |
| Джош Хемілтон    | -    |
| Марін Айрленд    | -    |
| Кетрін Вотерстон | -    |
| Дагмара Домінчік | -    |
| Лайла Робінс     | -    |
| Джулі Енн Емері  | -    |
| Ейза Девіс       | -    |
| Майк Любик       | -    |

## Знімальна група
- Режисер — Джей Ананія
- Сценарист — Джей Ананія
- Продюсер — Вінс Джоліветт, Джефф Каллігері, Майлз Леві
- Композитор — Ті Ананія